# Liste von Militärs/I
- Iachino, Angelo (1889–1976), italienischer Admiral im Zweiten Weltkrieg, 1941/42 Befehlshaber der italienischen Flotte
- Ibáñez del Campo, Carlos (1877–1960), chilenischer General und Politiker
- Hugbert Ibel (* 1935), deutscher Brigadegeneral der Luftwaffe der Bundeswehr
- Max-Josef Ibel (1896–1981), deutscher Generalmajor der Luftwaffe
- Wolfram Ibing (1922–2004), deutscher Generalmajor des Heeres der Bundeswehr
- Ibrahim Pascha (1789–1848), ägyptischer General
- Ichiki Kiyonao (1892–1942), Generalmajor der Kaiserlich Japanischen Armee
- Ichinohe Hyōe (1855–1931), General der Kaiserlich Japanischen Armee
- Ignatjew, Nikolai Pawlowitsch (1832–1908), russischer General und Staatsmann
- Ihlenfeld, Andreas von (ca. 1590–um 1656), Offizier im Dreißigjährigen Krieg
- Iida Shōjirō (1888–1980), General der Kaiserlich Japanischen Armee
- Iimura Jō (1888–1976), General der Kaiserlich Japanischen Armee
- Ijichi Kōsuke (1854–1917), General der Kaiserlich Japanischen Armee
- Ilow, Christian von (1585–1634), kaiserlicher Feldmarschall im Dreißigjährigen Krieg und Parteigänger Wallensteins
- Carl-Gero von Ilsemann (1920–1991), deutscher Generalleutnant des Heeres der Bundeswehr
- Imeretinski, Alexander Konstantinowitsch Fürst (1837–1900), russischer General, Chef des Generalstabs der Armee
- Immelmann, Max (1890–1916), deutsches Fliegerass im Ersten Weltkrieg, abgestürzt
- Ingenohl, Friedrich von (1857–1933), deutscher Admiral, Chef der deutschen Hochseeflotte
- Innhausen und Knyphausen, Dodo Freiherr zu (1583–1636), bedeutender Feldherr im Dreißigjährigen Krieg
- Innhausen und Knyphausen, Wilhelm, Reichsfreiherr zu (1716–1800), General der hessischen Hilfstruppen im Amerikanischen Unabhängigkeitskrieg
- Iphikrates (415–353 v. Chr.), attischer Feldherr, Söldnergeneral und Heeresreformer
- Ireton, Henry (1611–1651), General der Parlamentsarmeen im Englischen Bürgerkrieg, Schwiegersohn Cromwells
- Irles, Joseph Canto d' (1731–1797), österreichischer Feldmarschalleutnant, Verteidiger Mantuas gegen Bonaparte 1796
- Ironside, Edmund, 1. Baron (1880–1959), britischer Feldmarschall, Chef des Imperialen Generalstabes im Zweiten Weltkrieg, Gouverneur von Gibraltar
- Isolani, Johann Ludwig Hektor Graf von (1586–1640, auch Isolano), General im Dreißigjährigen Krieg
- Istomin, Wladimir Iwanowitsch (1809–1855), russischer Admiral, gefallen im Krimkrieg
- Otto Ites (1918–1982), deutscher Konteradmiral der Marine der Bundeswehr
- Iturbide, Agustín de (1783–1824), mexikanischer Feldherr und Kaiser
- Ivens, Roberto (1850–1898), portugiesischer Forschungsreisender